# Międzynarodowy kod samochodowy
Międzynarodowy kod samochodowy – międzynarodowy system oznaczania pojazdów polegający na literowym określeniu państwa, w którym zostały one zarejestrowane lub zaewidencjonowane, poprzez zastosowanie skrótu urzędowej nazwy tego kraju (np. PL – Polska, D – Niemcy, USA – Stany Zjednoczone).
Dawniej oznakowywanie pojazdów odpowiednim kodem (tj. właściwym dla danego kraju) było obowiązkowe i niezbędne w przypadku przekraczania granicy państwowej. Występował, lub wciąż jest tak stosowany w formie owalnej nalepki (bądź tabliczki) umieszczanej z tyłu pojazdu – najczęściej w rogu tylnej szyby, bądź na karoserii obok tablicy rejestracyjnej.
Obecnie – w wielu państwach świata, a w większości państw Europy – kod kraju umieszczany jest na tablicach rejestracyjnych. Pojazdy zarejestrowane na terenie Europejskiego Obszaru Gospodarczego, które posiadają tablice z oznaczeniem kraju rejestracji mogą poruszać się po innych krajach tego obszaru bez owalnej nalepki z kodem. Niektóre inne państwa (jednostronnie) uznają także rejestracje EOG bez naklejki z kodem.
Lista międzynarodowych kodów samochodowych:
- Pogrubieniem oznaczono kody oficjalne stosowane obecnie.
- Kursywą oznaczono kody nieoficjalne lub nieużywane powszechnie.
- Pogrubioną kursywą oznaczono państwa historyczne.
- Normalną czcionką oznaczono pozostałe przypadki, takie jak historyczne kolonie czy też nieużywane obecnie kody istniejących do dziś państw.

## A
- A Austria (od 1910)
- ADN Aden (1938 – ok. 1990, używany obecnie w części Jemenu).
- AEF Francuska Afryka Równikowa (Afrique Equatoriale Française)
- AFG Afganistan (od 1971)
- AG Antigua i Barbuda
- AL Albania (od 1934)
- AM Armenia (od 1992, wcześniej SU)
- AN Angola
- AND Andora (od 1957)
- AOF Francuska Afryka Zachodnia (Afrique Occidentale Française)
- ARU Aruba
- AUS Australia (od 1954)
- AUT Autonomia Palestyńska
- AX Wyspy Alandzkie (od 2002)
- AZ Azerbejdżan (od 1993, wcześniej SU)

## B
- B Belgia (od 1910)
- BA Birma (1937–1956, zastąpione przez BUR, obecnie Mjanma: MYA)
- BD Bangladesz (od 1978)
- BDS Barbados (od 1956)
- BF Burkina Faso (dawniej Górna Wolta: RHV i HV)
- BG Bułgaria (od 1910)
- BH Belize (dawniej Honduras Brytyjski) (od 1938)
- BHT Bhutan
- BI Indie Brytyjskie (1912–1947)
- BIH Bośnia i Hercegowina (od 1993, wcześniej YU)
- BL Basutoland (1935–1967, obecnie Lesotho: LS)
- BOL Boliwia (od 1967, wcześniej RB)
- BR Brazylia (od 1930)
- BRG Gujana Brytyjska (1954–1972, obecnie Gujana: GUY)
- BRN Bahrajn (od 1954)
- BRU Brunei (od 1956)
- BS Bahamy (od 1950)
- BS Somali Brytyjskie (1935–1960, obecnie Somalia: SO)
- BU Burundi
- BUR Birma (obecnie Mjanma: MYA)
- BVI Brytyjskie Wyspy Dziewicze
- BW Botswana (w użyciu wciąż RB)
- BY Białoruś (od 1992, wcześniej SU)
- BZ Belize (oficjalnie BH, od dawnej nazwy Honduras Brytyjski)

## C
- C, CU Kuba (od 1930)
- CA Kanada (1955–1958, obecnie CDN)
- CAM Kamerun (1952–1972 i od 1984, wcześniej RUC)
- CB Kongo Belgijskie (1931–1961)
- CC – korpus konsularny
- CD – korpus dyplomatyczny
- CDN Kanada (Canadian Dominion, od 1958, wcześniej CA)
- CFS Somaliland Francuski (Côte Française des Somalis, obecnie Dżibuti)
- CG – Czarnogóra do 2006, od 2006 oficjalnie MNE Montenegro
- CGO Demokratyczna Republika Konga (1961–1972 i od 1997, wcześniej ZR)
- CH Szwajcaria (Confoederatio Helvetica, od 1911)
- CHN Chiny
- CI Wybrzeże Kości Słoniowej (Côte d’Ivoire) (od 1961)
- CL Sri Lanka (dawniej Cejlon) (od 1932)
- CO Kolumbia (od 1952)
- COM Komory
- CR Kostaryka (od 1956)
- CS Czechosłowacja (1922–1992)
- CV Republika Zielonego Przylądka (Cape Verde)
- CY Cypr (od 1932)
- CZ Czechy (od 1993)

## D
- D Niemcy (Deutschland, od 1910)
- DA Wolne Miasto Gdańsk (Danzig, 1922–1939)
- DDR Niemiecka Republika Demokratyczna (Deutsche Demokratische Republik, 1974–1990, wcześniej D)
- DJI Dżibuti
- DK Dania (od 1914)
- DOM Republika Dominikany (od 1952)
- DY Benin (od 1961, dawniej Dahomej)
- DZ Algieria (Al Djazaïr, od 1963)

## E
- E Hiszpania (España, od 1910)
- EA Brytyjska Afryka Wschodnia (East Africa, 1932–1938)
- EAK Kenia (East Africa Kenya, od 1938)
- EAN Niasaland (East Africa Niasaland, 1938–1935[potrzebny przypis], obecnie Malawi)
- EAZ Tanzania (od 1938)
- EAU Uganda (East Africa Uganda, od 1938)
- EC Ekwador (Ecuador, od 1962)
- EIR Irlandia (Éire, 1938–1962, obecnie IRL)
- EQ Ekwador (1952–1962)
- ERI Erytrea
- ES Salwador (El Salvador, od 1978)
- EST Estonia (od 1993, wcześniej EW, SU)
- ET Egipt (od 1927)
- ETH Etiopia (od 1964)
- EW Estonia (Eesti Vabariik, 1930–1940, 1991–1993, obecnie EST)

## F
- F Francja (od 1910)
- FIN Finlandia (wcześniej SF)
- FJI Fidżi (od 1971)
- FL Liechtenstein (Fürstentum Liechtenstein, od 1923)
- FO Wyspy Owcze (Føroyar, od 1996, wcześniej FR)
- FR Wyspy Owcze (1976–1995, obecnie FO)
- FSM Mikronezja (Federated States of Micronesia)

## G
- G Gabon (od 1974)
- GB Wielka Brytania (1910–2021, obecnie UK)[1]
- GBA Alderney (od 1924)
- GBG Guernsey (od 1924)
- GBJ Jersey (od 1924)
- GBM Wyspa Man (od 1932)
- GBY Malta (1924–1966, obecnie M)
- GBZ Gibraltar (od 1924)
- GCA Gwatemala (od 1956)
- GE Gruzja (od 1993, wcześniej GEO)
- GEO Gruzja (do 1993, wcześniej SU, obecnie GE)
- GH Ghana (od 1959, wcześniej WAC)
- GNB Gwinea Bissau
- GQ Gwinea Równikowa
- GR Grecja (od 1913)
- GUB Gwinea Bissau
- GUI Gwinea
- GUY Gujana (od 1972)

## H
- H Węgry (Hungary, od 1910)
- HK Hongkong (od 1932)
- HKJ Jordania (Hashemite Kingdom of Jordan, od 1966)
- HN Honduras
- HR Chorwacja (Hrvatska, od 1992, wcześniej YU)
- HV Górna Wolta (Haute Volta, 1961–1970, później RHV, obecnie Burkina Faso: BF)

## I
- I Włochy (od 1910)
- IL Izrael (od 1952)
- IN Holenderskie Indie Wschodnie (1930–1949), Indonezja (1949–1955, zastąpione przez RI)
- IND Indie (od 1947)
- IR Iran (od 1936)
- IRL Irlandia (od 1962, wcześniej GB i EIR)
- IRQ Irak (od 1930)
- IS Islandia (od 1936)

## J
- J Japonia (od 1964)
- JA Jamajka (od 1932)
- JOR Jordania (1955–1966, obecnie HKJ)

## K
- K Kambodża (Kâmpŭchea, od 1956)
- KAN Saint Kitts i Nevis
- KIG Kirgistan
- KIR Kiribati
- KN Grenlandia (Kalaallit Nunaat)
- KP Korea Północna (Korea People’s)
- KS Kirgistan (od 1992, wcześniej SU)
- KSA Arabia Saudyjska (Kingdom of Saudi-Arabia)
- KWT Kuwejt (od 1954)
- KZ Kazachstan (od 1992, wcześniej SU)

## L
- L Luksemburg (od 1911)
- LAO Laos (od 1959)
- LAR Libia (Libyan Arab Republic, od 1972)
- LB Liberia (od 1967)
- FL Liechtenstein
- LMK Lemkovyna, Lemkivshchyna; Ruska Ludowa Republika Łemków, od 5 grudnia 1918 r.
- LR Łotwa (Latvijas Republika, 1927–1940, 1991–1992, obecnie LV)
- LS Lesotho (od 1967)
- LT Litwa (1925-1940 i od 1992, pomiędzy – SU)
- LT Libia (1960–1971, obecnie LAR)
- LV Łotwa (Latvija, od 1992, wcześniej LR, SU)

## M
- M Malta (od 1966)
- MA Maroko (od 1924)
- MAL Malezja (od 1967)
- MC Monako (od 1910)
- MD Mołdawia (od 1992, wcześniej SU)
- MEX Meksyk (od 1952)
- MGL Mongolia (od 1997)
- MH, MIS Wyspy Marshalla
- MK Macedonia Północna (1993–2019, wcześniej YU, zastąpione przez NMK)
- MN Czarnogóra (Montenegro, 1913–1918, zastąpione przez SHS, Y, YU i SCG obecnie MNE)
- MNE Czarnogóra (Montenegro, od 2006)
- MNS Mikronezja
- MO Makau
- MOZ Mozambik (od 1975) (również od 1932 do 1956)
- MS Mauritius (od 1938)
- MV Malediwy
- MW Malawi (od 1965)
- MYA Mjanma (od 1995, dawniej jako Burma: BUR)

## N
- N Norwegia (od 1922)
- NA Antyle Holenderskie (Nederlandse Antillen, od 1957 do 2010)
- NAM Namibia (od 1993)
- NAU Nauru (od 1968)
- NDH Chorwacja (Nesavisna Drzava Hrvatska, 1941–1945, zastąpione przez Y, YU, obecnie HR)
- NEP Nepal (od 1970)
- NGR Nigeria (oficjalnie WAN)
- NIC Nikaragua (od 1952)
- NL Holandia (Nederland, od 1910)
- NMK Macedonia Północna (od 2019, wcześniej YU, MK)
- NZ Nowa Zelandia (od 1958)

## O
- OM Oman

## P
- P Portugalia (od 1910)
- PA Panama (od 1952)
- PAK Pakistan (1947–1986)
- PAL Palau, Palestyna
- PE Peru (od 1937)
- PI Filipiny (Pilipinas, 1952–1975, obecnie RP)
- PK Pakistan (od 1986, wcześniej PAK)
- PL Polska (od 1921)
- PR Persja (1933–1936, obecnie Iran: IR)
- PMR Naddniestrze (od 1990)
- PNG Papua-Nowa Gwinea (od 1978)
- PRI Portoryko
- PTM Malezja (Perseketuan Tanah Melayu, 1958–1967, obecnie MAL)
- PY Paragwaj (Paraguay, od 1952)

## Q
- QA Katar (od 1972)

## R
- R Rosja (1910–1926, zastąpione przez SU, obecnie RUS)
- R Rumunia (1930–1981, obecnie RO)
- RA Argentyna (República Argentina, od 1927)
- RB Botswana (Republic of Botswana, od 1967, oficjalnie BW)
- RB Boliwia (República de Bolivia, 1963–1967, obecnie BOL)
- RC Tajwan (Republika Chińska) (od 1932)
- RCA Republika Środkowoafrykańska (République Centrafricaine, od 1962)
- RCB Kongo (Republic of the Congo – Brazzaville, od 1962)
- RCH Chile (República de Chile, od 1930)
- RG Gwinea (République de Guinée, od 1972)
- RH Haiti (République d’Haïti, od 1952)
- RHV Górna Wolta (République Haute Volta, obecnie Burkina Faso: BF)
- RI Indonezja (Republik Indonesia, od 1955)
- RIM Mauretania (République islamique de Mauritanie, od 1964)
- RKS Kosowo (Republika e Kosoves/Republika Kosovo, od 2010)
- RL Liban (République libanaise, od 1952)
- RM Madagaskar (Republic of Madagascar, od 1962)
- RM Rumunia (1912–1930, zastąpione przez R, obecnie RO)
- RMM Mali (République du Mali, od 1962)
- RN Niger (République du Niger, od 1977)
- RNR Północna Rodezja (Northern Rhodesia, 1960–1966, obecnie Zambia: Z)
- RNY Niasaland (1960–1965, obecnie Malawi: MW)
- RO Rumunia (Romania, od 1981, wcześniej RM i R)
- ROK Korea Południowa (Republic of Korea, od 1971)
- ROU Urugwaj (Republica Oriental del Uruguay, od 1979)
- RP Filipiny (Republika ng Pilipinas, od 1975)
- RSM San Marino (Repubblica di San Marino, od 1932)
- RSR Południowa Rodezja (Southern Rhodesia, 1960–1979, obecnie Zimbabwe: ZW)
- RT Togo (République Togolaise)
- RUC Kamerun (République Unie du Caméroun, 1972–1983, obecnie CAM)
- RUS Rosja (od 1992, wcześniej SU)
- RWA Rwanda (od 1964)

## S
- S Szwecja (od 1911)
- SA Arabia Saudyjska (od 1973)
- SA Kraj Saary (1925–1935, 1945–1956)
- SAU Południowa Afryka (South African Union, 1933–1936, obecnie ZA)
- SB Serbia (w 1919, zastąpione przez SHS, później Y, YU i SCG, obecnie SRB)
- SCG Serbia i Czarnogóra (Srbija i Crna Gora, 2000–2006, wcześniej YU, obecnie SRB i MNE)
- SCN Saint Kitts i Nevis (od 1987)
- SCO Szkocja
- SCV Watykan
- SD Eswatini (od 1935)
- SE Irlandia (Saorstat Éireann, 1924–1938, później EIR, obecnie IRL)
- SF Finlandia (Suomi Finland, 1921–1992, obecnie FIN)
- SGP Singapur (od 1952)
- SHS Królestwo Serbów, Chorwatów i Słoweńców (Kraljevina) Srba, Hrvata i Slovenaca, 1926–1936, zastąpione przez Y, później YU)
- SK Słowacja (Slovensko, Slovakia, od 1993, wcześniej CS, 1939-45 SQ)
- SLB Wyspy Salomona
- SLO Słowenia (od 1992, wcześniej YU)
- SME Surinam (Suriname, od 1936)
- SN Senegal (od 1962)
- SO Somalia (od 1974)
- SQ Słowacja (1939–1945, później CS, obecnie SK)
- SOL Wyspy Salomona
- SP Protektorat Somaliland (1930–1960, obecnie Somalia)
- SRB Serbia (od 2006)
- STP Wyspy Świętego Tomasza i Książęca (Sao Tomé-et-Principe)
- SU Związek Socjalistycznych Republik Radzieckich (Soviet Union, 1926–1991)
- SUD Sudan (od 1963)
- SWA Afryka Południowo-Zachodnia (South-West Africa, 1935–1966, obecnie Namibia: NAM)
- SY Seszele (od 1938)
- SYR Syria (od 1952)

## T
- T Tajlandia (od 1955)
- TCH Czad (Tchad, od 1973)
- TD Trynidad i Tobago (1938–1964, obecnie TT)
- TG Togo (od 1962)
- TJ Tadżykistan (Tajikistan, od 1992, wcześniej SU)
- TL Timor Wschodni (Timor-Leste)
- TM Turkmenistan (od 1992, wcześniej SU)
- TN Tunezja (od 1957)
- TON Tonga
- TR Turcja (od 1935), Cypr Północny
- TS Triest (1945–1954)
- TT Trynidad i Tobago (od 1964, wcześniej TD)
- TUV Tuvalu

## U
- U Urugwaj (1949–1970, obecnie ROU)
- UA Ukraina (od 1992, wcześniej SU)
- UAE Zjednoczone Emiraty Arabskie (United Arab Emirates)
- UK Wielka Brytania (United Kingdom, od 2021, wcześniej GB)[1]
- US Stany Zjednoczone (1920–1950, obecnie USA)
- USA Stany Zjednoczone (od 1952, wcześniej US)
- UZ Uzbekistan (od 1992, wcześniej SU)

## V
- V Watykan (Vaticano, od 1931)
- VAN Vanuatu
- VN Wietnam (Việt Nam, od 1953)

## W
- WAC Złote Wybrzeże (West Africa Gold Coast, 1932–1959, obecnie Ghana: GH)
- WAG Gambia (West Africa Gambia, od 1932)
- WAL Sierra Leone (West Africa Sierra Leone, od 1932)
- WAN Nigeria (West Africa Nigeria, od 1937)
- WB Zachodni Brzeg (West Bank)
- WD Dominika (Windward Islands Dominica, od 1954)
- WG Grenada (Windward Islands Grenada, od 1932)
- WL Saint Lucia (Windward Islands Saint Lucia, od 1932)
- WS Samoa (od 1962) (dawniej Western Samoa: Samoa Zachodnie)
- WSA Sahara Zachodnia (Western Sahara)
- WV Saint Vincent i Grenadyny (Windward Islands Saint Vincent, od 1932)

## Y
- Y Jemen
- Y Jugosławia (1936–1952, zastąpione przez YU)
- YU Jugosławia (od 1952, w użyciu do 2003)
- YV Wenezuela (od 1955)

## Z
- Z Zambia (od 1966)
- ZA Południowa Afryka (Zuid Afrika, od 1936)
- ZR Zair (1973–1980, zastąpione przez ZRE, później CGO)
- ZRE Zair (1980–1997, wcześniej ZR, obecnie CGO)
- ZW Zimbabwe (od 1977)